# Чемпионат России по боевому самбо 2005

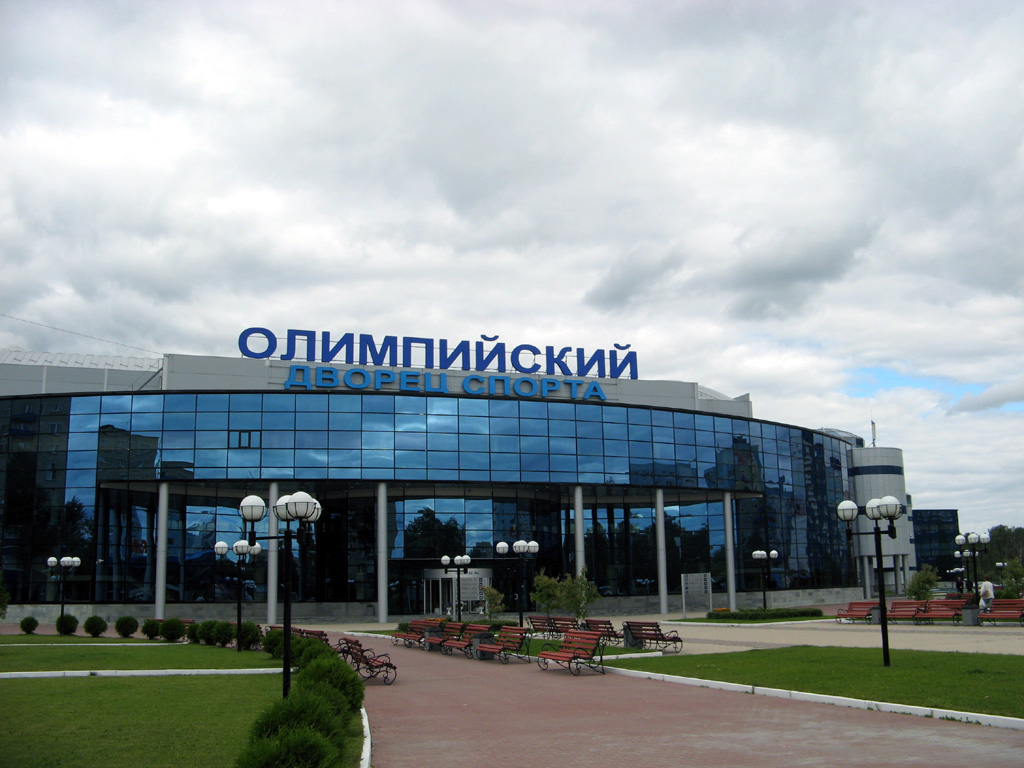
Дворец спорта «Олимпийский»

Чемпионат России по боевому самбо 2005 года прошёл в городе Чехов 23 апреля во Дворце спорта «Олимпийский».

## Медалисты
| Весовая категория | Золото                         | Серебро                            | Бронза                               |
| ----------------- | ------------------------------ | ---------------------------------- | ------------------------------------ |
| до 52 кг          | Сахиб Мехдиев Москва           | Дмитрий Волошин Московская область | Олег Метёлкин Московская область     |
| до 57 кг          | Михаил Бакин Москва            | Карен Саакян Ростов-на-Дону        | Иван Давиденко Санкт-Петербург       |
| до 62 кг          | Цыден Дугаров Москва           | Шахназар Омаров лично              | Руслан Эсенбаев Дагестан             |
| до 68 кг          | Руслан Бачаев Москва           | Игорь Исайкин Калужская область    | Муслим Учакаев Дагестан              |
| до 74 кг          | Шамиль Завуров Дагестан        | Алексей Гагарин Брянская область   | Султан Тихаев Санкт-Петербург        |
| до 82 кг          | Андрей Семёнов Санкт-Петербург | Игорь Шпатенко Москва              | Михаил Заяц Москва                   |
| до 90 кг          | Алексей Олейник Москва         | Бесики Геренава Ростов-на-Дону     | Виталий Сафонов Санкт-Петербург      |
| свыше 90 кг       | Асильдар Абдулхамидов Дагестан | Ибрагим Магомедов Дагестан         | Александр Гаркушенко Санкт-Петербург |

## Командный зачёт
1. Москва;
2. Санкт-Петербург;
3. Дагестан;